# 장란신 (배우)

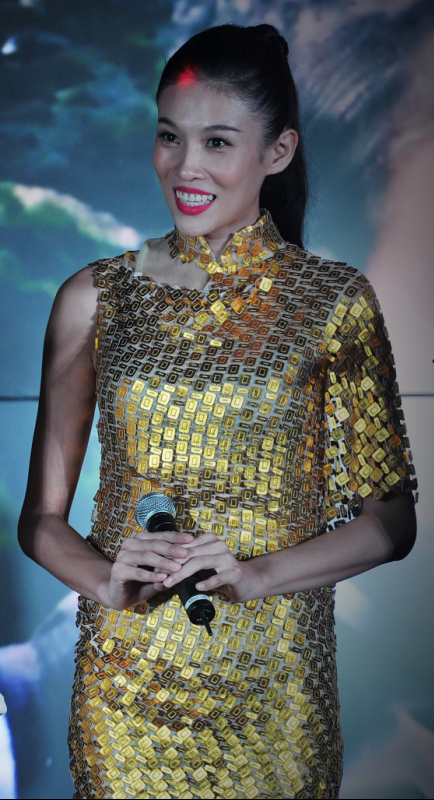

장란신(Zhang Lanxin, 1986년 6월 21일 ~ )은 중화인민공화국의 배우이다.
베이징시에서 태어났다.

## 영화
- 트리플 엑스 4 (미정)
- 밀전 (2017년)
- 창포요화 (2016년)
- 머니게임 (2015년)
- 성룡의 아시수 (2015년)
- 일개인적무림 (2014년)
- 차이니즈 조디악 (2012년) - 보니 역